# Родриг Бобуа
Родриг Бобуа (фр. Rodrigue "Roddy" Beaubois; Поент а Питр, 24. фебруар 1988) француски је кошаркаш. Игра на позицији плејмејкера, а тренутно наступа за Анадолу Ефес.

## Биографија
Бобуа је сениорску каријеру почео 2006. у екипи Шолеа, а три године касније је драфтован као 25. пик прве рунде од стране Далас маверикса. Провео је у главном граду Тексаса 4 године, а сезоне 2010/11. је са Мевсима освојио НБА прстен. Током своје четворогодишње НБА каријере у просеку је бележио 7,1 поена по мечу на 182 утакмице у регуларном делу сезоне. Из најјаче кошаркашке лиге је отишао у Белгију, у Спиру Шарлроа где се задржао до краја сезоне 2013/14. Лета 2014. се вратио у Француску и заиграо за Ле Ман. Након једне сезоне са њима прелази у Стразбур ИГ у ком је наступао у сезони 2015/16. У редовима француског вицешампиона, бележио је 14,4 поена у просеку, у свим такмичењима (Про А, Евролига и Еврокуп). У јулу 2016. је постао играч Саски Басконије и са њима провео наредне две сезоне. Од јуна 2018. играч је Анадолу Ефеса.

## Успеси

### Клупски
- Шоле:
  - Куп лидера (1): 2008.

- Далас маверикси:
  - НБА лига (1): 2010/11.

- Стразбур ИГ:
  - Суперкуп Француске (1): 2015.

- Анадолу Ефес:
  - Евролига (2): 2020/21, 2021/22.
  - Првенство Турске (2): 2018/19, 2020/21.
  - Куп Турске (1): 2022.
  - Суперкуп Турске (2): 2018, 2019.

### Појединачни
- Најкориснији играч Суперкупа Француске (1): 2015.